# Saffirina
La saffirina è un raro minerale, un silicato di magnesio e alluminio con la formula chimica (Mg, Al)8(Al, Si)6O20 (con ferro come principale impurità).
Deve il suo nome al suo colore simile allo zaffiro (in inglese sapphire). La saffirina è un minerale di interesse prevalentemente collezionistico e di ricerca.
La saffirina è stata sintetizzata per scopi di ricerca tramite un processo idrotermale.